# Ricardo Stuckert
Ricardo Henrique Stuckert ORB (Brasília, 5 de março de 1970), também conhecido como Stuckinha, é um fotógrafo brasileiro. Atua como fotógrafo oficial de Luiz Inácio Lula da Silva desde 2003, e é conhecido também por seu trabalho fotografando os índios ianomâmis em 1997. Foi diretor de fotografia e de imagens exclusivas do filme Democracia em Vertigem.
Desde a soltura de Lula, em novembro de 2019, Stuckert voltou a acompanhar e registrar a rotina do então ex-presidente ao redor do país.

## Biografia
Descendente de suíços e ameríndios, foi influenciado desde cedo pelo pai Roberto Stuckert, que foi fotógrafo oficial do general João Figueiredo, enquanto Ricardo ainda tinha 12 anos. Aos 13 anos, aprendeu o processo de revelação do filme fotográfico com seu pai, que abriu uma agência e montou um laboratório de fotografia dentro de casa.
Aos 17 anos, Ricardo resolveu seguir a carreira do pai e fazer um curso na Escola Brasiliense de Fotografia, coordenado pelo fotógrafo e jornalista Fernando Bizerra da Silva. Cursou também Ciência da Computação, o que o ajudou a transição da máquina fotográfica analógica para a digital e a lidar com os recursos do computador.
Aos 18 anos, já era fotógrafo do jornal O Globo, onde acompanhou o então presidente José Sarney em viagens na América do Sul e em seguida, o então presidente Fernando Collor em viagem à Espanha.
Em 1997, cobriu os índios ianomâmis em uma reportagem para edição especial da revista Veja. Neste trabalho realizou uma de suas fotografias mais importantes, o retrato de uma índia chamada Penha Goés, em Nazaré, no interior do Amazonas. Após 17 anos o fotojornalista tentou localizá-la para repetir o retrato, mas só teve sucesso após um ano de busca, registrando-a então com 39 anos de idade. Sua foto foi comparada à imagem de grande repercussão da afegã Sharbat Gula, de Steve McCurry, para a revista National Geographic.
Também pela revista Veja, Ricardo fotografou as Olimpíadas de Sydney em 2000, onde pela primeira vez entrou em contato com um evento esportivo de grande magnitude.
Durante a eleição presidencial de 2002, Ricardo era fotógrafo da revista IstoÉ em Brasília. Antes do primeiro turno, foi encarregado de registrar uma semana de cada um dos quatro principais candidatos à presidência - Anthony Garotinho, Ciro Gomes, José Serra e Lula, exatamente nessa ordem. A série de fotografias foi finalista do Prêmio Esso.
Após a publicação da matéria cobrindo a semana dos presidenciáveis, durante o último debate antes do primeiro turno Ricardo Kotscho, então assessor de imprensa de Lula, convida Ricardo Stuckert para ser fotógrafo oficial do candidato caso ele seja eleito.
É o fotógrafo oficial do presidente Lula durante seus dois mandatos, sendo ele e o chefe de segurança os únicos que permaneceram na equipe que acompanhava o presidente em suas viagens durante os 8 anos. Em 2005, foi condecorado pelo presidente com a Ordem de Rio Branco no grau de Oficial suplementar. Com a sucessão da presidência para Dilma Rousseff, seu irmão Roberto Stuckert Filho se tornou o fotógrafo oficial da então presidenta.
Em 2008, Stuckinha se casou com a jornalista Cristina Lino, em Brasília, com quem tem dois filhos.
Após deixar de ser o fotógrafo oficial da presidência, Ricardo Stuckert continuou registrando momentos importantes da política brasileira, como a posse e o processo de impeachment de Dilma Rousseff, materiais que seriam futuramente utilizados na produção do documentário Democracia em Vertigem, produção original da Netflix, dirigido por Petra Costa e indicado ao Oscar 2020 na categoria de Melhor Documentário. Ricardo foi diretor de fotografia e de imagens exclusivas do filme.
Em 2015, após reencontrar com a índia Penha Goés, decidiu iniciar seu projeto de registrar diferentes etnias indígenas do Brasil, que resultou na mostra Índios Brasileiros, exibida na Aliança Francesa em Brasília. Em 2017, começou a percorrer o país para registrar os povos originários, registrando um total de 12 etnias diferentes — 13 se contar o caso dos isolados —  dentre as cerca de 300 existentes no Brasil.
Foi contratado pela Confederação Brasileira de Futebol (CBF) para cobrir a seleção feminina brasileira nas Olimpíadas do Rio de Janeiro em 2016.
Desde a soltura de Lula, em novembro de 2019, Ricardo Stuckert voltou a acompanhar e registrar a rotina do então ex-presidente ao redor do país. Em 2023, teve seu grau na Ordem de Rio Branco promovido para Comendador.

## Livros
- STUCKERT, Ricardo (2022). Povos originários: Guerreiros do tempo. Brasil: Tordesilhas. 280 páginas. ISBN 9788584191055 [4]
- STUCKERT, Ricardo (2018). Caravana da esperança: Lula pelo Nordeste. Rio de Janeiro: LPP/UERJ. 227 páginas. ISBN 9788592826154 [14]
- STUCKERT, Ricardo (2004). Lula, 500 dias em fotos. Brasil: Takano. 207 páginas. OCLC 145571282 [15]

## Prêmios
- Ordem de Rio Branco, Comendador suplementar (2023).[13]
- Oman 1st International Photography Circuit (2016).[6]
- Prêmio de Fotojornalismo, da Editora Abril (1997).[6]